# Comuna Jugureni, Prahova
Jugureni este o comună în județul Prahova, Muntenia, România, formată din satele Boboci, Jugureni (reședința), Marginea Pădurii și Valea Unghiului.

## Așezare
Comuna se află în estul județului, în zona Subcarpaților Curburii, la limita cu județul Buzău. Este străbătută de șoseaua județeană DJ100H, care o leagă spre sud de Gura Vadului și Mizil (unde se termină în DN1B) și spre nord-vest în județul Buzău de Tisău și Vernești (unde se termină în DN10). La Jugureni, din acest drum se ramifică șoseaua județeană DJ104N, care duce spre est în județul Buzău la Năeni.

## Demografie
Componența etnică a comunei Jugureni
     Români (95,32%)
     Alte etnii (4,68%)
Componența confesională a comunei Jugureni
     Ortodocși (95,1%)
     Alte religii (4,9%)
Conform recensământului efectuat în 2021, populația comunei Jugureni se ridică la 449 de locuitori, în scădere față de recensământul anterior din 2011, când fuseseră înregistrați 613 locuitori. Majoritatea locuitorilor sunt români (95,32%). Din punct de vedere confesional, majoritatea locuitorilor sunt ortodocși (95,1%).

## Politică și administrație
Comuna Jugureni este administrată de un primar și un consiliu local compus din 9 consilieri. Primarul, Constantin Mărcoceanu[*], de la Partidul Social Democrat, este în funcție din 2008. Începând cu alegerile locale din 2024, consiliul local are următoarea componență pe partide politice:
|  | Partid                    | Consilieri | Componența Consiliului | Componența Consiliului | Componența Consiliului | Componența Consiliului | Componența Consiliului | Componența Consiliului |
|  | ------------------------- | ---------- | ---------------------- | ---------------------- | ---------------------- | ---------------------- | ---------------------- | ---------------------- |
|  | Partidul Social Democrat  | 6          |                        |                        |                        |                        |                        |                        |
|  | Partidul Național Liberal | 3          |                        |                        |                        |                        |                        |                        |

## Istorie
A făcut parte din fostul județ Săcuieni, până la desființarea acestuia în 1844. La sfârșitul secolului al XIX-lea, comuna era formată din satele Jugureni și Marginea Pădurii și făcea parte din plasa Tohani a județului Buzău. Avea 1160 de locuitori, o școală frecventată de 62 de elevi (dintre care 10 fete) și două biserici. Satul Valea Unghiului făcea atunci parte din comuna Lapoș, iar satul Boboci era o parte a satului Valea Scheilor, din comuna Tohani, fiind amenajat ca stațiune balneară, datorită izvoarelor de ape minerale de acolo. Satul Boboci a fost prima stațiune balneară din Țara Românească, înființată în 1825 și vizitată de domnitorul Grigore al IV-lea Ghica în 1828.
În perioada interbelică, i s-a arondat și satul Fințești, după desființarea comunei Fințești, comuna Jugureni având atunci 2860 de locuitori. În 1950, la desființara județelor, comuna a fosta arondată raionului Mizil din regiunea Buzău și apoi, din 1952, din regiunea Ploiești. În 1968, județele au fost reînființate, comuna Jugureni trecând la județul Prahova, în componența actuală, cu cele patru sate.

## Monumente istorice
Șapte obiective din comuna Jugureni sunt incluse în lista monumentelor istorice din județul Prahova ca monumente de interes local. Dintre ele, unul este un sit arheologic, aflat „la Biserică”, lângă satul de vacanță din Boboci, sit ce cuprinde urmele unei așezări din Epoca Bronzului și de necropole din perioada Latène, secolele al IV-lea–al VII-lea e.n. și din Evul Mediu. Alte cinci sunt monumente de arhitectură: casele Ana Mihai (prima jumătate a secolului al XIX-lea) și Elena Constantinescu (începutul secolului al XX-lea) din satul Jugureni; și casele Gheorghe Stan (începutul secolului al XIX-lea), Petre Crăciun (sfârșitul secolului al XIX-lea) și Eleonora Petcu (începutul secolului al XX-lea), ultimele trei din Marginea Pădurii. Al șaptelea obiectiv, clasificat ca monument memorial sau funerar, este o cruce de pomenire din piatră (1783–1786) aflată la „Fântâna Mărului” în satul Jugureni.

## Economie
În anul 2014, comuna Jugureni era cea mai săracă din județul Prahova.

## Personalități locale
- Olimpian Ungherea (1937 - 2012) scriitor român
- Alis Oancea, profesor universitar doctor, Universitatea din Oxford